# Дженн Чемпион
Дженн Чемпион, в прошлом известная как Дженн Гетто (настоящее имя Дженнифер Хейз) — автор и исполнитель песен, гитарист, выступает под именем S. Ранее была членом ныне не существующей группы Carissa’s Wierd.

## Ранние годы
Выросла в Тусоне, Аризона, где в середине 1990-х годов работала, продавая пиццу с будущими коллегами Беном Бридвеллом и Мэтом Бруком. В 1997 г. трио переезжает в Олимпию, Вашингтон на год до переезда в Сиэтл. Позиционирует себя лесбиянкой.

## Carissa’s Wierd
В Сиэтле Чемпион и Брук образовали группу Carissa’s Wierd, записавшую три студийных альбома, первые два на лейбле Бена Бридвелла — Brown Records. Группа распалась в 2003 году и после этого выпустили ещё три альбома-сборника. Carissa’s Wierd один раз воссоединялись для концерта в Сиэтле 9 июля 2010 года для продвижения сборника лучших песен «They’ll Only Miss You When You Leave: Songs 1996—2003», который был выпущен на Hardly Art Records 13 июля 2010 года.
В июле 2010 года Мэт Брук заявил, что он и Чемпион выкупили права на каталог песен Carissa’s Wierd, что должно было позволить им переиздать альбомы группы снова.

## S
Дженн Чемпион записала четыре сольных альбома под псевдонимом S. Свои песни, состоящие только из вокала и игры на гитаре, как правило, она записывала в спальне. Альбом 2010 года I’m Not As Good At It As You, состоящий из 11 песен, записан на 8-дорожечном аппарате с 2006 по 2008 год. Открывающая песня альбома «Wait» сопровождается участием товарищей по группе Мэтом Бруком (гавайская гитара и банджо) и Сарой Стэндарт (скрипка). Последний альбом Чемпион Cool Choices спродюсирован бывшим гитаристом Death Cab for Cutie Крисом Уолла и был выпущен на Hardly Art Records в сентябре 2014 года.

## От «Гетто» к «Чемпион»
8 сентября 2015 года, Чемпион опубликовала следующее заявление на официальной страничке группы в Facebook, пояснив, что она больше не будет использовать «Гетто» как прозвище:
«Что ж, я меняю имя, настало время прекратить использовать „Гетто“. Я выбрала это имя, когда была подростком, и теперь понимаю, что неуместно использовать его. Более того, я хочу констатировать расизм против чёрных, который я увековечила, используя слово „гетто“, и глубоко извиняюсь перед теми, кто был оскорблен моим использованием этого слова.
Я меняю все интернеты и прочие вещи, связанные со мной, в которых я использовала слово „гетто“. К сожалению, я финансово не в состоянии перевыпустить записи, которые я сделала под именем Дженн Гетто. Это часть процесса самовоспитания и сложных систематических терзаний, которые я буду продолжать делать! С любовью, дженн т. чемпион»

## Дискография

### Сольные альбомы (записанные под именем «S»)
- Sadstyle — Brown Records (2001)
- Puking and Crying — Suicide Squeeze Records (2004)
- I’m Not as Good At It As You — Own Records (2010)
- Cool Choices — Hardly Art (2014)
- 2006 (2020)

### В составе Carissa’s Wierd
- Ugly But Honest: 1996—1999 — Brown Records (1999)
- You Should Be at Home Here — Brown Records (2001)
- Songs About Leaving — Sad Robot Records (2002)
- Scrapbook (2003)
- I Before E — Sad Robot Records (2004)
- They’ll Only Miss You When You Leave: Songs 1996—2003 — Hardly Art (2010)

### Jenn Champion
- Single Rider (2018)
- Donating Your Body to Science: What You Need to Know (2020)
- The Last Night of Sadness (2023)